# In This Light and on This Evening
In This Light and on This Evening è il terzo album del gruppo musicale inglese Editors, pubblicato ufficialmente il 12 ottobre 2009.
La band ha annunciato, nelle interviste precedenti l'uscita, che il disco avrebbe avuto suoni molto più grezzi rispetto ai suoi precedenti lavori.
La versione deluxe dell'album è accompagnata da un EP di cinque canzoni, intitolato Cuttings II.
Il primo singolo estratto è stato Papillon, seguito da You Don't Know Love ed Eat Raw Meat = Blood Drool.

## Tracce
1. In This Light and on This Evening – 4:21
2. Bricks and Mortar – 6:21
3. Papillon – 5:24
4. You Don't Know Love – 4:39
5. The Big Exit – 4:44
6. The Boxer – 4:40
7. Like Treasure – 4:52
8. Eat Raw Meat = Blood Drool – 4:53
9. Walk the Fleet Road – 3:47

Traccia bonus Amazon MP3
1. You Don't Know Love (versione demo) – 4:04

Traccia bonus nell'edizione giapponese
1. These Streets Are Still Home to Me – 3:18

Traccia bonus nell'edizione belga del 2010
1. No Sound But the Wind (Live at Rock Werchter 2010) – 3:49

CD/EP bonus nell'edizione deluxe
1. This House Is Full of Noise – 6:22
2. I Want a Forest – 3:59
3. A Life as a Ghost – 4:33
4. Human – 3:12
5. For the Money – 5:54

## Classifiche

### Classifiche settimanali
| Classifica (2009-10) | Posizione massima |
| -------------------- | ----------------- |
| Australia            | 40                |
| Austria              | 50                |
| Belgio (Fiandre)     | 2                 |
| Belgio (Vallonia)    | 7                 |
| Danimarca            | 37                |
| Francia              | 41                |
| Germania             | 8                 |
| Irlanda              | 4                 |
| Italia               | 20                |
| Paesi Bassi          | 3                 |
| Portogallo           | 25                |
| Regno Unito          | 1                 |
| Spagna               | 58                |
| Svizzera             | 12                |

### Classifiche di fine anno
| Classifica (2009) | Posizione |
| ----------------- | --------- |
| Belgio (Fiandre)  | 11        |
| Paesi Bassi       | 69        |
| Regno Unito       | 197       |